# East Tasimboko
East Tasimboko ist eine administrative Einheit (Ward, Distrikt) des unabhängigen Inselstaates der Salomonen im südwestlichen Pazifischen Ozean.

## Geographie
East Tasimboko bildet zusammen mit Paripao den Verwaltungsbezirk North East Guadalcanal. Der Distrikt grenzt im Norden an die Tadhimboko Bay und im Westen an den Distrikt East Ghaobata im Bezirk North Guadalcanal, im Osten an den Distrikt Aola (East Central Guadalcanal) und im Süden an die Distrikte  Northeast Guadalcanal, im Osten an Kolokarako im Bezirk East Central Guadalcanal und im Süden an Paripao, sowie auf einer kurzen Strecke im Südwesten an Vulolo im Bezirk Central Guadalcanal. Der Distrikt hat eine Fläche von 182 km² und hatte 2009 ca. 7500 Einwohner.
Im Westen begrenzt der Sirighi Creek den Distrikt. Der Mberande River, der bei Talaura Point ein ausgeprägtes Delta bildet und in die Tadhimboko Bay mündet ist einer der Hauptflüsse des Distrikts. Im Westen des Distrikts wird intensiv Landwirtschaft betrieben.

## Klima
Das Klima ist tropisch, die durchschnittliche Tagestemperatur liegt bei gleichbleibend 28 Grad Celsius, die Wassertemperaturen bei 26 bis 29 Grad. Feuchtere Perioden sind vorwiegend zwischen November und April, diese sind aber nicht sehr ausgeprägt. Die durchschnittliche Niederschlagsmenge pro Jahr liegt bei 3000 mm.